# Toma de Pando
La Toma de Pando o Copamiento de Pando fue la ocupación de la ciudad de Pando, Departamento de Canelones, por parte del Movimiento de Liberación Nacional - Tupamaros (MLN-T) durante el gobierno democrático de Jorge Pacheco Areco, el 8 de octubre de 1969. Este hecho se dio enmarcado dentro del contexto de la guerra de guerrillas que vivió la República Oriental del Uruguay en las décadas de los años 1960 y 1970, y que involucró a las Fuerzas Armadas y de Seguridad de Uruguay.

## Desarrollo de los hechos

### Traslado hacia Pando
El 8 de octubre de 1969, varios integrantes del MLN-T tomaron por asalto la comisaría, el cuartel de bomberos, la central telefónica y varios bancos de la ciudad de Pando, situada a 32 kilómetros de Montevideo. Sus operaciones comenzaron a las 13:00 del 8 de octubre de 1969 e involucró, aproximadamente, a un número de 50 guerrilleros. Dada esta considerable cantidad de participantes, el traslado hacia la ciudad se realizó usando como ardid un cortejo fúnebre y, una vez arribados a la ciudad, varias dependencias del Ministerio del Interior fueron capturadas. Entre ellas se encuentran la Comisaría de la Policía Nacional en la Ciudad de Pando y el Cuartel de Bomberos, contiguo a dicha comisaría. La captura de la misma fue encabezada por una pareja que se presentó e hizo pasar como integrantes de la Fuerza Aérea Uruguaya. Acto seguido, el cuartel de bomberos fue capturado. Reducidos todos los funcionarios que se encontraban en estas dependencias, se procedió con la captura de la central telefónica de la ciudad, cuyo objetivo fue dejar a la ciudad sin comunicación con el exterior, pues se encuentra a 32 kilómetros de Montevideo, pero muy próxima a algunas dependencias militares, como el Aeródromo Militar "General Artigas" de la Fuerza Aérea, sede de la Escuela Militar de Aeronáutica, que se encuentra apenas en las afueras de la ciudad, hacia el sur.  
Simultáneamente a la captura de la central telefónica, el resto de los guerrilleros procedió  hacia el objetivo principal de esta operación, sucursales del Banco Pan de Azúcar, el Banco La Caja Obrera y el Banco de la República Oriental del Uruguay (BROU), robando el equivalente de, aproximadamente, 357 000 dólares estadounidenses, más de 3 millones de dólares actuales (2023-2024), de los cuales el Estado uruguayo finalmente logró recuperar 157 000.  

### Retirada
Todos estos hechos transcurrieron en un período de 20 minutos. Con el dinero capturado, los guerrilleros emprendieron su retirada en los mismos vehículos que habían sido utilizados para transportarse hacia la ciudad, una vez más, simulando ser un cortejo fúnebre. En esos momentos, sin embargo, se encuentran con un integrante de la Policía Nacional, el cual abre fuego y logra herir a uno de los conductores de los vehículos. Producto del enfrentamiento, además, es herido el Sr. Carlos Burgueño, un civil que se encontraba en un restaurante, junto a parroquianos de la ciudad celebrando el nacimiento de su hijo, en el día anterior. Carlos Burgueño fue trasladado hacia la comisaría local, en donde falleció. Producto del enfrentamiento también resulta fallecido el Sargento Enrique Fernández Díaz de la Policía Nacional y los guerrilleros Jorge Salerno, Alfredo Cultelli y Ricardo Zabalza. Por otra parte, Raúl Sendic, quien había sido capturado, logró escapar, y otros 20 guerrilleros fueron capturados y trasladados hacia la Jefatura de Policía de Montevideo. Entre ellos se encuentran Élida Baldomir, Olga Barrios, Arapey Cabrera, Elbio Cardozo, Miguel Coitinho, Arturo Dubra, Conrado Fernández, Eleuterio Fernández Huidobro, Germán González, Jorge Iglesias, Leonel Martínez, Jesús Melián, Enrique Osano, César Puig, Juan Carlos Rodríguez, Yamandú Rodríguez y José Solsona. El 9 de octubre fueron capturados Rubén García Bianchimano, Nybia González y Augusto Gregori. Ello fue posible mediante la coordinación de medios terrestres y aéreos, participando el Grupo de Aviación N.° 5 (Búsqueda y Rescate) de la Fuerza Aérea Uruguaya con una aeronave ligera Piper PA-18-150 Super Cub y un helicóptero Hiller H-23F, desde los cuales se fue guiando a los efectivos en tierra.
Por el exitoso resultado de la operación, descrita por el Inspector General de la Fuerza Aérea, Brigadier (P.A.M.) Danilo E. Sena como "una puesta en manifiesto de la capacidad, abnegación, corrección y disciplina durante todo el procedimiento", el Grupo de Aviación  N.° 5 (Búsqueda y Rescate) fue felicitado en la Orden de la Inspección General de la Fuerza Aérea N.º 1.329, donde también figura que "acciones como la expuesta constituyen un claro ejemplo de eficiencia [...] demostrando también ante la opinión pública la patriótica determinación de nuestra organización de intervenir, aún en funciones no específicas, cuando los altos intereses de la Nación lo exigen."
El 16 de agosto de 2012, el hijo de Carlos Burgueño, Diego, presentó una denuncia ante los tribunales, en procura de que fueran convocados los líderes guerrilleros de aquella época para responder por la muerte de su padre. En su denuncia, Diego Burgueño formulaba cargos contra “los partícipes, ideólogos y demás involucrados del MLN-T en los sucesos”, incluyendo “homicidio intencional” de su padre, “toma de rehenes” y otros delitos. Conforme al dictamen del Fiscal Letrado Departamental, Pablo Rivas Vignolo, el Juez Letrado de 1.º Instancia de Pando de 1.º Turno, Gerardo Núñez, dispuso el archivo de la denuncia.

## Cultura popular
El cantautor Daniel Viglietti compuso una canción sobre la Toma de Pando.
A inicios de 2020, Diego Burgueño estuvo reunido con Jorge Zabalza. Este último fue particularmente crítico con el relato de los hechos en la película del cineasta Emir Kusturica El Pepe, una vida suprema, los cuales consideró "sesgados".